# Огайо (округ, Западная Виргиния)
Округ Огайо (англ. Ohio County) располагается в США, штате Западная Виргиния. Официально образован 7 октября 1776 года, получил своё наименование по названию реки Огайо. По состоянию на 2010 год, численность населения составляла 44 075 человек.

## География
По данным Бюро переписи США, общая площадь округа равняется 282 км², из которых 275 км² суша и 8 км² или 2,9 % это водоёмы.

### Соседние округа
- Брук (Западная Виргиния) — север
- Вашингтон (Пенсильвания) — восток
- Маршалл (Западная Виргиния) — юго
- Белмонт (Огайо) — запад
- Джефферсон (Огайо) — северо-запад

## Население
По данным переписи населения 2000 года в округе проживает 47 427 жителей в составе 19 733 домашних хозяйств и 12 155 семей. Плотность населения составляет 172 человек на км². На территории округа насчитывается 22 166 жилых строений, при плотности застройки 81 строений на км². Расовый состав населения: белые — 94,50 %, афроамериканцы — 3,57 %, коренные американцы (индейцы) — 0,09 %, азиаты — 0,78 %, гавайцы — 0,09 %, представители других рас — 0,13 %, представители двух или более рас — 0,91 %. Испаноязычные составляли 0,50 % населения независимо от расы.
В составе 25,90 % из общего числа домашних хозяйств проживают дети в возрасте до 18 лет, 47,30 % домашних хозяйств представляют собой супружеские пары проживающие вместе, 11,20 % домашних хозяйств представляют собой одиноких женщин без супруга, 38,40 % домашних хозяйств не имеют отношения к семьям, 33,70 % домашних хозяйств состоят из одного человека, 16,00 % домашних хозяйств состоят из престарелых (65 лет и старше), проживающих в одиночестве. Средний размер домашнего хозяйства составляет 2,27 человека, и средний размер семьи 2,91 человека.
Возрастной состав округа: 21,30 % моложе 18 лет, 10,50 % от 18 до 24, 25,10 % от 25 до 44, 24,40 % от 45 до 64 и 18,80 % от 65 и старше. Средний возраст жителя округа 41 год. На каждые 100 женщин приходится 87,80 мужчин. На каждые 100 женщин старше 18 лет приходится 84,00 мужчин.
Средний доход на домохозяйство в округе составлял 30 836 USD, на семью — 41 261 USD. Среднестатистический заработок мужчины был 31 132 USD против 21 978 USD для женщины. Доход на душу населения составлял 17 734 USD. Около 11,50 % семей и 15,80 % общего населения находились ниже черты бедности, в том числе — 20,10 % молодежи (тех кому ещё не исполнилось 18 лет) и 10,40 % тех кому было уже больше 65 лет.